# Gregory Barker

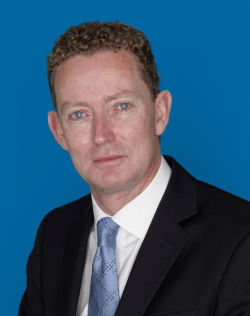
Gregory Barker, Baron Barker of Battle

Gregory Barker, Baron Barker of Battle (* 8. März 1966 in Worthing, West Sussex) ist ein britischer Politiker der Conservative Party und Life Peer.

## Herkunft und Ausbildung
Barker besuchte in Sussex die Upper Beeding Primary School, die Steyning Grammar School, sowie das Lancing College. Er studierte am Royal Holloway der University of London Geschichte und Politik und erreichte den Bachelor.

## Beruf und Politische Karriere
Nach Abschluss des Studiums im Jahr 1987 erfolgte eine kurze Anstellung beim Centre for Policy Studies. Daraufhin trat Barker eine Stelle als Analyst bei Gerard Vivian Gray an. Seit 1998 ist Barker bei dem Werbungsunternehmen Daris als Direktor beschäftigt.
Barker vertrat von 2001 bis 2015 den Wahlkreis Bexhill and Battle, East Sussex, im House of Commons.
Bei den Britischen Unterhauswahlen 2001 gelang ihm der Einzug als Abgeordneter in das House of Commons und er wurde bei den Unterhauswahlen 2005 und 2010 jeweils wiedergewählt. Am 30. März 2015 schied Barker aus dem House of Commons aus. Von 2010 bis 2014 war er Minister of State im Ministerium für Energie und Klimawandel.
Am 12. Oktober 2015 wurde Barker zum Life Peer mit dem Titel Baron Barker of Battle, of Battle in the County of East Sussex ernannt und ist damit ein Angehöriger des britischen Hochadels. Gleichzeitig wurde er auch Mitglied des House of Lords. Seit dem 27. Februar 2019 ist er vom Parlament beurlaubt.
Seit Februar 2019 war er Chairman der russischen Unternehmensgruppe En+. Im März 2022 trat er von diesem Posten zurück und wurde durch Christopher Bancroft Burnham ersetzt.

## Privates
1992 heiratete Barker Celeste Harrison. Seit der Trennung von ihr im Jahre 2006 lebt er mit dem Designer William Banks-Blaney zusammen.